# إدوارد بونين
إدوارد بونين هو محامي وسياسي أمريكي، ولد في 23 ديسمبر 1904 في هازلتون في الولايات المتحدة، وتوفي بنفس المكان في 20 ديسمبر 1990. نشط حزبياً في الحزب الجمهوري. وقد انتخب عضو مجلس النواب الأمريكي ‏.